# Abass Inussah
Abass Inussah là một cầu thủ bóng đá người Ghana thi đấu ở vị trí hậu vệ. Hiện tại anh thi đấu cho Muktijoddha Sangsad KC.